# Lernaeus Labyrinthus
Il Lernaeus Labyrinthus è una formazione geologica della superficie di Titano.